# Province del Gabon

Province del Gabon

Le province del Gabon sono la suddivisione territoriale di primo livello del Paese e sono pari a 9. Ciascuna di esse si articola ulteriormente in dipartimenti.

## Lista
| Localizzazione | Provincia       | Capoluogo            | Popolazione (2013) | Superficie (km²) |
| -------------- | --------------- | -------------------- | ------------------ | ---------------- |
|                | Estuaire        | Libreville           | 895 689            | 20 740           |
|                | Haut-Ogooué     | Franceville o Masuku | 250 799            | 36 547           |
|                | Moyen-Ogooué    | Lambaréné            | 69 287             | 18 535           |
|                | Ngounié         | Mouila               | 100 838            | 37 750           |
|                | Nyanga          | Tchibanga            | 52 854             | 21 285           |
|                | Ogooué-Ivindo   | Makokou              | 63 293             | 46 075           |
|                | Ogooué-Lolo     | Koulamoutou          | 65 771             | 25 380           |
|                | Ogooué-Maritime | Port-Gentil          | 157 562            | 22 890           |
|                | Woleu-Ntem      | Oyem                 | 154 986            | 38 465           |